# Confessione reporter
Confessione reporter è un programma televisivo italiano di genere rotocalco e investigativo, in onda in seconda serata dal 27 maggio 2012 con la conduzione di Stella Pende. Inizialmente trasmesso su Italia 1 fino all'11 gennaio 2014, dal 6 giugno dello stesso anno viene trasmesso su Rete 4.

## Il programma
Il programma, realizzato dalla testata giornalistica italiana Videonews con la collaborazione di Francesca Fogar, ha preso il titolo dal libro della conduttrice e si occupa dei grandi reportage d'inchiesta giornalistica.

## Edizioni
| Edizione | Anno      | Rete televisiva | Conduzione   | Periodo          | Periodo          | Puntate |
| Edizione | Anno      | Rete televisiva | Conduzione   | Inizio           | Fine             | Puntate |
| -------- | --------- | --------------- | ------------ | ---------------- | ---------------- | ------- |
| 1ª       | 2012      | Italia 1        | Stella Pende | 27 maggio 2012   | 15 luglio 2012   | 8       |
| 2ª       | 2013      | Italia 1        | Stella Pende | 9 maggio 2013    | 6 giugno 2013    | 5       |
| 3ª       | 2013-2014 | Italia 1        | Stella Pende | 14 dicembre 2013 | 11 gennaio 2014  | 5       |
| 4ª       | 2014      | Rete 4          | Stella Pende | 6 giugno 2014    | 4 gennaio 2015   | 6       |
| 5ª       | 2015      | Rete 4          | Stella Pende | 28 maggio 2015   | 5 luglio 2015    | 6       |
| 6ª       | 2016      | Rete 4          | Stella Pende | 19 gennaio 2016  | 9 febbraio 2016  | 4       |
| 7ª       | 2017      | Rete 4          | Stella Pende | 2 novembre 2017  | 7 dicembre 2017  | 6       |
| 8ª       | 2018      | Rete 4          | Stella Pende | 11 giugno 2018   | 2 luglio 2018    | 4       |
| 9ª       | 2019-2020 | Rete 4          | Stella Pende | 1º dicembre 2019 | 23 gennaio 2020  | 5       |
| 10ª      | 2020      | Rete 4          | Stella Pende | 25 novembre 2020 | 16 dicembre 2020 | 4       |
| 11ª      | 2021      | Rete 4          | Stella Pende | 10 febbraio 2021 | 24 febbraio 2021 | 3       |
| 12ª      | 2021      | Rete 4          | Stella Pende | 2 giugno 2021    | 23 giugno 2021   | 4       |
| 13ª      | 2021      | Rete 4          | Stella Pende | 28 novembre 2021 | 19 dicembre 2021 | 4       |
| 14ª      | 2022      | Rete 4          | Stella Pende | 21 maggio 2022   | 11 giugno 2022   | 3       |
| 15ª      | 2022      | Rete 4          | Stella Pende | 26 novembre 2022 | 17 dicembre 2022 | 4       |
| 16ª      | 2023      | Rete 4          | Stella Pende | 27 maggio 2023   | 17 giugno 2023   | 4       |
| 17ª      | 2023      | Rete 4          | Stella Pende | 25 novembre 2023 | 16 dicembre 2023 | 4       |
| 18ª      | 2024      | Rete 4          | Stella Pende | 25 maggio 2024   | 8 giugno 2024    | 3       |
| 19ª      | 2024      | Rete 4          | Stella Pende | 23 novembre 2024 | in corso         | 1       |

## Speciali
- Il 20 maggio 2020 è andato in onda sempre in seconda serata su Rete 4 uno speciale dal titolo Siamo tutti Silvia.
- Il 20 aprile 2024 è andato in onda sempre in seconda serata su Rete 4 uno speciale dal titolo Speciale Ucraina[4].